# Cserjés pimpó
A cserjés pimpó (Dasiphora fruticosa) a rózsavirágúak (Rosales) rendjébe és a rózsafélék (Rosaceae) családjába tartozó faj. 

## Neve
Carl von Linné svéd természettudós a fajt Potentilla fruticosa néven írta le 1753-ban, ezáltal létrehozva a pimpó (Potentilla) nemzetséget. Később, 1814-ben, Frederick Pursh német-amerikai botanikus Potentilla floribunda névre keresztelte a fajt. Az évtizedek során több szakember is módosította a faj nevét: Constantine Samuel Rafinesque francia polihisztor 1840-ben Dasiphora riparia néven nevezte el, míg Per Axel Rydberg amerikai botanikus a Dasiphora fruticosa nevet adta neki 1898-ban. Oskar Schwartz német botanikus 1949-ben ismét átnevezte, ezúttal Pentaphylloides fruticosa néven, majd Áskell Löve izlandi botanikus 1954-ben Pentaphylloides floribunda elnevezést javasolt.
Jelenleg a Dasiphora fruticosa az elfogadott megnevezés, de gyakran használatos régebbi latin neve is, a Potentilla fruticosa.

## Alfajok
Két alfajjal rendelkezik:
- Dasiphora fruticosa floribunda - Észak-Amerika
- Dasiphora fruticosa fruticosa - Európa

## Elterjedése
A világon széles körben elterjedt, központilag Ázsiában. Előfordulása szinte az egész északi féltekére kiterjed. Megtalálható a Pireneusokban, a tengerparti Alpokban, a Rodope-hegységben, valamint a Baltikumban. Ezen kívül az Urál-hegységben, a Kaukázusban, Közép-Ázsiában, a Himalájában és Japánban is fellelhető. Grönlandon, valamint Észak-Amerikában, Alaszkától Mexikóig, egészen Új-Fundlandig terjed el.

## Megjelenése
Fás szárú, lombhullató cserje, illetve sűrű hajtásrendszere miatt talajtakaró növény. Általában földön kúszó habitusú, és csak ritkábban növekszik felfelé. Átlagosan körülbelül 0,8-1 méter magasra nő, viszont ha bő vízhez jut, mérete elérheti akár a másfél métert is.
Levelei tenyeresen összetettek, 3-7 keskeny levélkéből állnak (általában 5 jellemző), melyek hegyes végűek. A három középső levélke tövénél összenőtt, a többi levélke szár nélkül fordul elő. Az összetett levél körülbelül 2-3 centiméter hosszú és széles, rövid száron ül, amelyet egy keskeny pálha részben körülvesz az alapjánál. A levelek apró szőrökkel fedettek, felső oldaluk sötétzöld, míg az alsó ezüstös árnyalatú. A fás szárak átmérője akár 1 cm is lehet, kérgük sima, szürkésbarna, amely az idősebb ágakon vékony, függőleges csíkokban leválik. Az új hajtások vörösek vagy lilásbarnák, és finoman szőrösek.
Élénk sárga színű, 2-3 centiméter átmérőjű virágokat hoz, amelyek egyesével vagy kisebb csoportokban nőnek a szárak végén. Öt kerek sziromlevél alkotja őket, középen sárga porzók és termők találhatók, amelyek idővel vöröses árnyalatot kapnak. A virág mögött ovális, lándzsaszerű csészelevelek mutatkoznak meg, amelyek rövidebbek, mint 1 centiméter, és hosszabb, szintén lándzsa alakú murvalevelek veszik körül őket. Mind a csésze, mind a murvalevelek finom szőrökkel borítottak.
A magok egy kis kaszaton belül vannak jelen, amelyen egy szőrökből álló gyűrű található, ami segíti a magok széllel és vízzel történő terjedését. A magok száma változó, átlagosan 20-70 mag fordul elő egy-egy tokban. Laboratóriumi kísérletek szerint a magok csírázási aránya 55% és 82% között mozog.
Virágszerkezete hasonlít különféle pimpófajokéhoz (Potentilla spp.), viszont utóbbiak nem fás szárúak, és kisebb virágokkal rendelkeznek.

## Életmódja

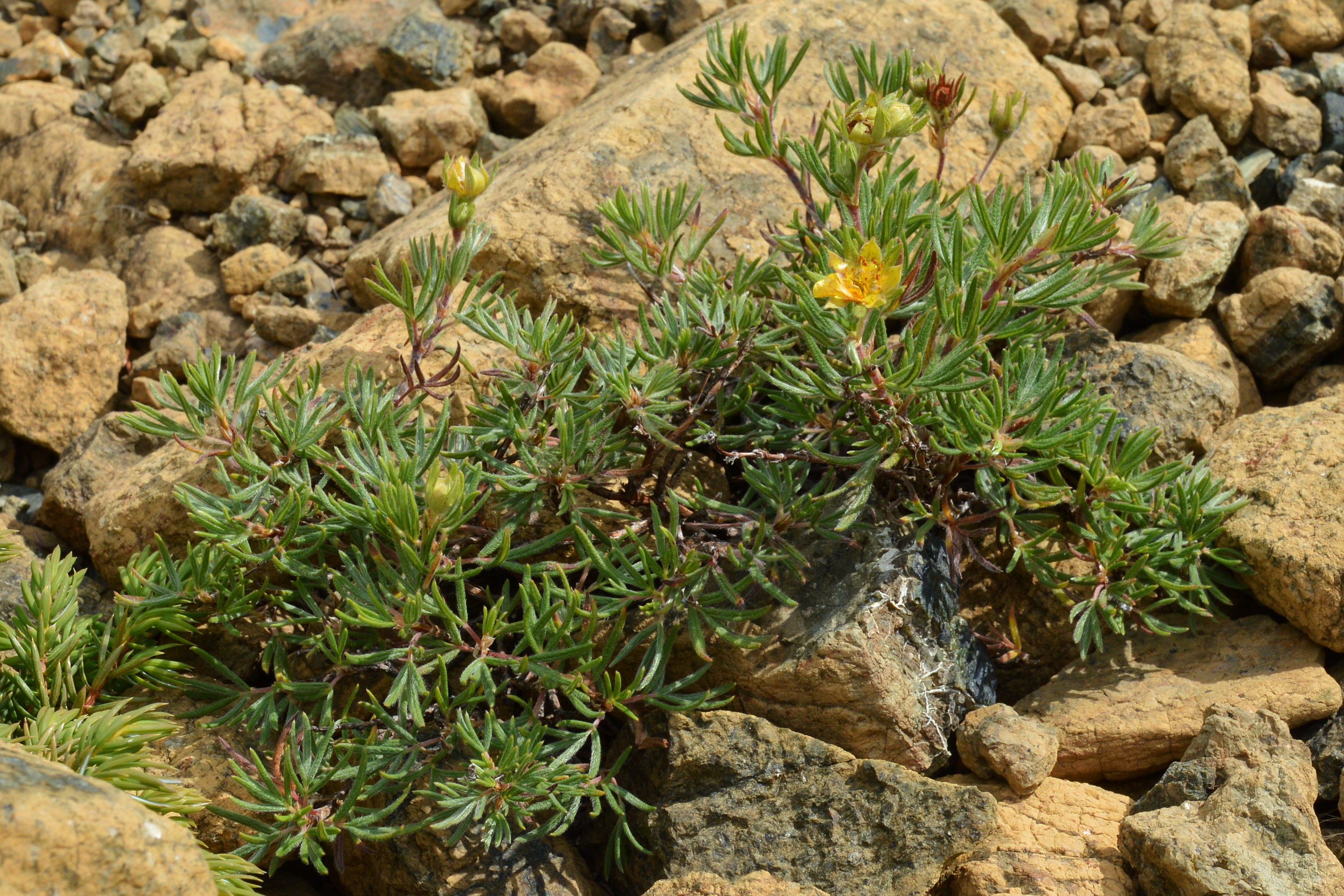
A Gros Morne Nemzeti Parkban

Elsősorban sarkvidéki és hegyvidéki területeken él, azonban populációi szokatlanul szétszórva találhatóak meg. Az erősebb példányok széles körű környezeti viszonyok között is jól fejlődnek, és jó szárazságtűréssel rendelkeznek. Kiválóan ellenáll a téli hidegnek, és a hűvösebb, északi nyári klímán érzi magát a legjobban.
Az első évben hajtásai pelyhesek, a második évben simává és barnává válnak, míg a harmadik évre kéreg is fejlődik rajtuk. Kifejezetten hosszú ideig virágzik, általában három vagy több hónapon keresztül, május és szeptember között. Legfőként júliusban hozza virágait a régebbi hajtásokon, míg a frissebbek inkább augusztusban virágoznak. A levelek késő ősszel hullanak le. A magok késő nyáron vagy kora ősszel érnek be, télen nyugalmi állapotban maradnak, tavasszal pedig kicsíráznak. A zöld növényi részeken található kis ezüstös szőröket elhagyja november környékén, de áprilisban és májusban újranöveszti őket.
Bár elsősorban magokkal szaporodik, terjedése a talajon kúszó hajtásokkal is történhet, amelyek szétválva legyökeresedhetnek, ezáltal új növényeket hozva létre. Az ilyen típusú vegetatív szaporodás nagyon hatékony lehet az időszakosan elárasztott területeken.

## Fajtái

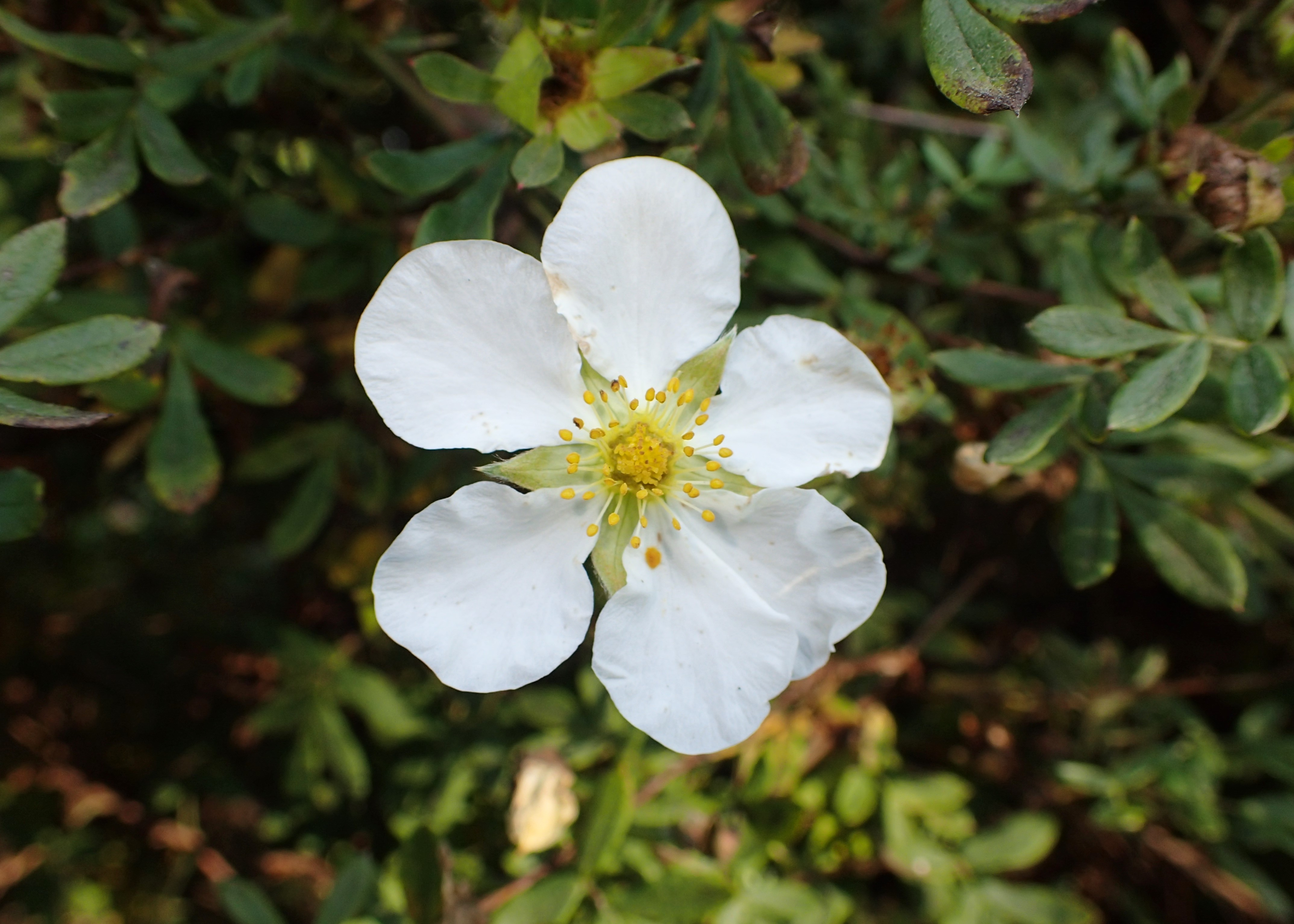
'Abbotswood' változat

Az alábbiakban néhány fajtája található:
- 'Abbotswood' - fehér virágok rózsaszínes árnyalattal
- 'Absaraka' - sárga virágok
- 'Coronation Triumph' - 90 cm magas, bőséges sárga virágok
- 'Dakota Sunrise' - világos sárga virágok
- 'Day Dawn' - barack-rózsaszín virágok, de forró időben krémes árnyalatúak
- 'Fargo' - sárga virágok
- 'Goldfinger' - kompakt cserje, élénk sárga virágok
- 'Hurstbourne' - élénk sárga virágok egész nyáron
- 'Jackmanii' - 120 cm magas, nagy, élénk sárga virágok
- 'Katherine Dukes' - citromsárga virágok
- 'Snowbird' - dupla fehér virágok
- 'Yellowbird' - dupla sárga virágok

## Tartása
Széles körben ismert dísznövény, mely számos színváltozatban elérhető. Kis termete és bokros növekedési formája miatt kiválóan alkalmazkodik különféle kertészeti környezetekhez, így könnyen beilleszthető különböző kerttervezési elképzelésekbe. Vonzó virágai és könnyű gondozhatósága miatt gyakran ültetik dísznövényként kertekbe. A magasabb fajták színes cserjeágyásokba vagy szoliterként, míg az alacsonyabb fajták sziklakertekben is jól mutatnak, emellett kiválóan alkalmasak jelzősövény kialakítására is.

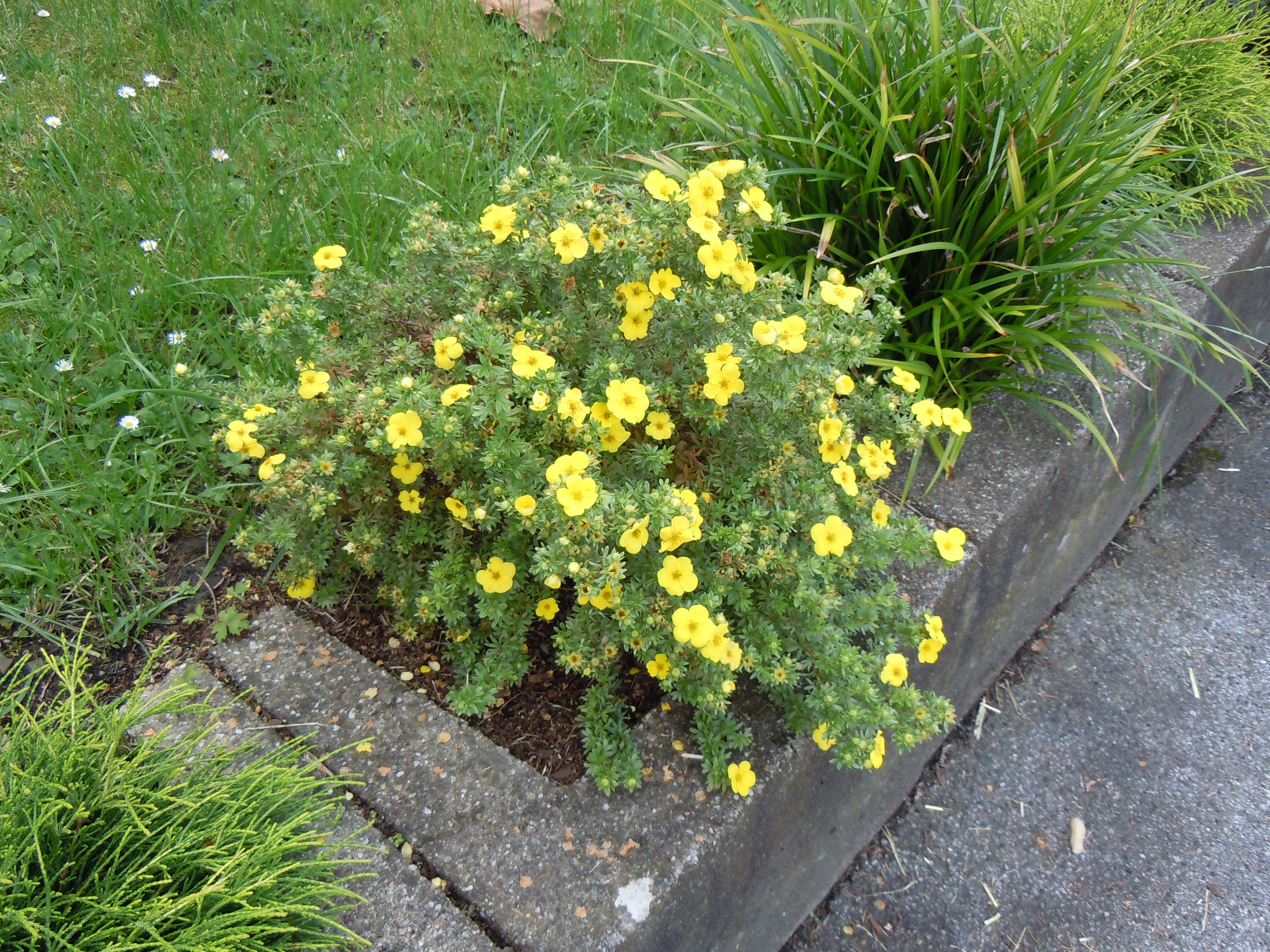
Alkalmazása egy német előkertben

Könnyen nő átlagos, közepesen nedves, jó vízelvezetésű talajban, ahol sok napfény éri. Bár a legjobb virágzás teljes napsütésben történik, jól bírja a félárnyékot is. A talaj ideális pH-értéke enyhén savastól lúgosig terjedhet. Jól alkalmazkodik agyagos vagy agyagos-vályogos kerti talajhoz is, és szárazabb körülmények között is megél.
A növény tél végén vagy kora tavasszal történő metszése elengedhetetlen a megfelelő fejlődés és virágzás érdekében. A gyengébb hajtásokat 2-4 rügyre, az erősebbeket pedig 5-6 rügyre érdemes visszametszeni, ami serkenti az új, erőteljes hajtások növekedését és biztosítja a dúsabb virágzást a nyári időszakban. A metszéssel elősegíthetjük az egészséges növekedést, megelőzve a felnyurgulást, amely a virágzás mértékének csökkenéséhez vezethet. Idősebb egyedek esetében alaposabb visszametszés javasolt, beleértve a sérült, beteg vagy túl öreg ágak eltávolítását. A felnyurgult példányok akár a talajfelszínig is visszavághatóak, míg fiatalabb növényeknél a vastagabb, előző évi hajtásokat 4-8 rügyre, a vékonyabbakat pedig 1-3 rügyre kell visszametszeni.
A szaporítás mesterségesen zölddugványozással megoldható, amely a késő tavaszi vagy nyári időszakban a legideálisabb. A levágott dugványok rendszeres öntözéssel 3-4 hét alatt sikeresen gyökeresedhetnek.

## Ökológiai szerepe

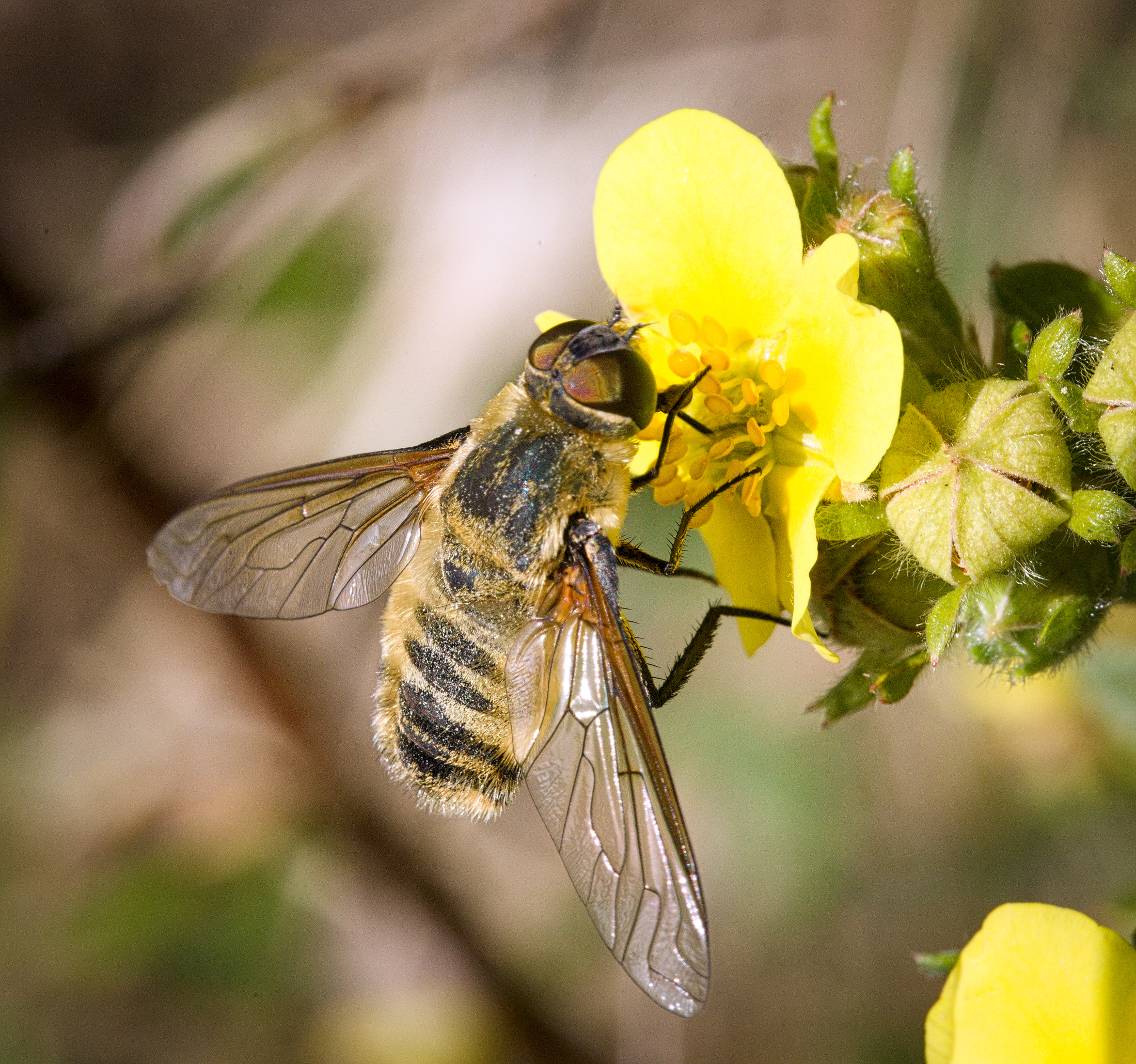
Virága egy beporzó rovarral

Németországi megfigyelések szerint nektárja és virágporja mézelőméheket, karcsúméheket, kaparódarazsakat és különféle legyeket vonz, például katonalegyeket, zengőlegyeket és húslegyeket és fémeslegyeket. Levelei és virágai lepkehernyók és bogarak élelmét képzik. A házi kecske kivételével, a patás emlősök általában nem legelnek rajta számottevő mértékben. A terméseket, magokat olykor rágcsálók és madarak fogyasztják.

## Felhasználása
Az amerikai őslakosok, különösen Kanadában, alkalmanként teát készítettek a száraz levelekből. Manapság is használják tea alapanyagaként, a kínai tea helyettesítésére, különösen a Himalája magasabb területein élők. A levelek szövetösszehúzó hatásúak (adsztringensek). A gyökerek levét emésztési problémák kezelésére alkalmazzák. A porrá tört növényt füstölőként alkalmazzák, a leveleket pedig párnákba is szokták tölteni.